# Saʿīd ibn al-Musaiyab
Abū Muhammad Saʿīd ibn al-Musaiyab al-Machzūmī (arabisch أبو محمد سعيد بن المسيب المخزومي, DMG Abū Muḥammad Saʿīd ibn al-Musaiyab al-Maḫzūmī, geb. zwischen 636 und 642 in Medina, gest. 712/13 ebenda) war ein islamischer Rechtsgelehrter, Traditionarier und Traumdeuter. Er stand dem Kreis der "sieben Rechtsgelehrten von Medina" (fuqahāʾ al-Madīna al-sabʿa) vor und wurde zu seiner Zeit als eine der wichtigsten Fatwa-Autoritäten betrachtet. Den Herrschern seiner Zeit stand er äußerst distanziert gegenüber; ʿAbdallāh ibn az-Zubair und den marwānidischen Umaiyaden verweigerte er die Baiʿa.
Aufgrund seiner Frömmigkeit und seiner überragenden Bedeutung innerhalb der muslimischen Gelehrsamkeit seiner Zeit gab man ihm verschiedene Ehrentitel wie Saiyid at-Tābiʿīn ("Herr der Muslime der zweiten Generation"), Imām at-Tābiʿīn ("Imam der Muslime der zweiten Generation") und Faqīh al-fuqahā'  ("oberster Rechtsgelehrter"). Auch sind viele lobende Aussprüche von Zeitgenossen überliefert. Der vierte schiitische Imam ʿAlī Zain al-ʿĀbidīn (gest. 713) soll zum Beispiel gesagt haben: "Saʿīd ibn al-Musaiyab ist von allen Menschen der Wissendste hinsichtlich der Traditionen (āṯār), die ihm vorausgingen, und der Verständigste hinsichtlich seines Ra'y."

## Familiäre Verhältnisse und persönliche Lebensumstände
Saʿīd ibn al-Musaiyab wurde im dritten oder fünften Jahr des Kalifats von ʿUmar ibn al-Chattāb (reg. 634–644) geboren oder im dritten Jahr vor dessen Ende.
Väterlicherseits gehörte er dem quraischitischen Clan der Machzūm an. Sein Vater al-Musaiyab und sein Großvater Hazn traten am Tag der Eroberung Mekka im Januar 630 zum Islam über. Der Prophet Mohammed soll Saʿīds Großvater vorgeschlagen haben, seinen Namen Hazn ("Traurigkeit") in Sahl ("leicht") abzuändern, was dieser jedoch mit Verweis auf seinen Vater, der ihn so genannt hatte, ablehnte. Der Name von Saʿīds Vaters wird allgemein mit al-Musaiyab angegeben, doch soll Saʿīd ihn wegen seiner Bedeutung ("der Verlassene") nicht gemocht und die aktivische Vokalisierung al-Musaiyib bevorzugt haben. Saʿīds Mutter Umm Saʿīd war eine Tochter von Hakīm ibn Umaiya aus dem Stamm der Banū Sulaim.
Saʿīd heiratete Umm Habīb, eine Tochter von Abū Karīm ibn ʿĀmir aus dem Stamm der Daus, und hatte von ihr sechs Kinder, deren Namen mit Muhammad, Saʿīd, Ilyās, Umm ʿUthmān, Umm ʿAmr und Fāchita angegeben werden. Von einer Sklavin hatte er außerdem eine Tochter namens Maryam. Es wird auch überliefert, dass Saʿīd mit der Tochter von Abū Huraira verheiratet war, doch sind keine Kinder aus dieser Ehe bekannt. Eine seiner Töchter verheiratete Saʿīd für zwei Dirham an einen seiner Neffen. In mehreren Quellen wird davon berichtet, dass Saʿīd die Frauen mehr fürchtete als alles andere. Als man ihm sagte, dass er kein Begehren nach den Frauen habe, und sie kein Begehren nach ihm,  antwortete er: "Das ist es ja, was ich euch sage." Allerdings soll dies schon in hohem Alter gewesen sein, als er triefäugig (aʿmaš) war.
Saʿīd wird mit der Aussage zitiert, dass er mehr als 20 Mal den Haddsch und die ʿUmra nach Mekka verrichtet habe. Er soll außerdem seinen Schwiegervater Abū Huraira häufig auf seinem Landgut in Dhū l-Hulaifa besucht haben. Abgesehen davon gibt es keine Berichte darüber, dass er Medina jemals verlassen hätte. Auch in Medina selbst soll er sich nicht viel bewegt haben, sondern fast ausschließlich den Weg zwischen seinem Haus und der Moschee beschritten haben.  Er selbst wird mit den Worten zitiert: "Abgesehen von meinem Quartier hat mich kein Haus in Medina je den Weg verlieren lassen. Nur gelegentlich besuche ich eine Tochter, um sie zu grüßen." Als Saʿīd sich einmal über Augenprobleme beschwerte, riet man ihm, einen Ausflug in das nahe gelegene ʿAqīq-Tal zu machen, um sich dort im Grünen zu erholen, was er aber ablehnte.
Saʿīd trug gewöhnlich einen Tailasān, ein schalartiges Kleidungsstück, mit Knöpfen aus Seidenbrokat (dībāǧ). Als er darauf angesprochen wurde, rechtfertigte er sich, dass diese beständiger seien. Andere sahen ihn in Seide gekleidet. bzw. in teuren weißen Gewändern aus Herat. An Festen trug er einen schwarzen Turban mit einem purpurfarbenen Burnus darüber. Seinen Bart pflegte er gelb zu färben, den Schnurrbart schnitt er so kurz, dass es wie rasiert aussah. Wenn er tagsüber in der Stadt unterwegs war, lief er barfuß. Sein Gebet verrichtete er aber in Schuhen. Er verabscheute übermäßiges Lachen (kaṯrat aḍ-ḍaḥk).
Als Saʿīd ibn al-Musaiyab im Sterbebett lag, ließ der Gelehrte Nāfiʿ ibn al-Dschubair (gest. zw. 715 und 717) während einer Schlafphase sein Bettlager nach der Qibla ausrichten. Als Saʿīd wieder aufwachte, war er darüber verärgert und ließ das Bettlager in seine frühere Position zurückschieben, mit dem Argument, dass er sein Gesicht ohnehin immer auf Gott ausgerichtet habe. Nach al-Wāqidī starb er während des Kalifats von al-Walīd im Jahre 94 (= 712/13 n. Chr.). Da in diesem Jahr noch viele andere Rechtsgelehrte starben, wurde das Jahr "das Jahr der Rechtsgelehrten" (sanat al-fuqahāʾ) genannt. Saʿīd wurde auf dem Baqīʿ-Friedhof in Medina begraben. Er hinterließ ein großes Vermögen.

## Seine Aktivität als Rechtsgelehrter und Mufti
Der Traditionsgelehrte ʿAbdallāh ibn al-Mubārak wird mit der Aussage zitiert, dass es in Medina sieben Rechtsgelehrte gab, die ihren Ra'y äußerten. Zu dieser Gruppe rechnete er Saʿīd ibn al-Musaiyab, Sulaimān ibn Yasār (gest. ca. 718/9), Sālim ibn ʿAbdallāh (gest. 725), al-Qāsim ibn Muhammad (gest. 724/5), ʿUrwa ibn az-Zubair (gest. 709–718), ʿUbaidallāh ibn ʿAbdallāh (gest. 716/7) und Chāridscha ibn Zaid (gest. 717-19), den Sohn von Zaid ibn Thābit. Da Saʿīd diesem Kreis vorstand, wurde er auch als der oberste Rechtsgelehrte (faqīh al-fuqahāʾ) bezeichnet. Auch Ibn Schihāb az-Zuhrī und Makhūl ibn Abī Muslim bescheinigten Saʿīd von allen Zeitgenossen die größte Kapazität im Bereich des Fiqh. Späteren Gelehrten wie ʿAbd ar-Rahmān ibn Zaid (gest. 798) galt Saʿīd ibn al-Musaiyab als der wichtigste Repräsentant des medinischen Fiqh nach dem Tod der sogenannten ʿAbādila. Herbei war Saʿīds Zugehörigkeit zu den Arabern und den Quraisch auffällig, denn in allen anderen Städten und Regionen des islamischen Reichs war zu dieser Zeit die Führung im Bereich des Fiqh schon an die Mawālī übergegangen.
Nach während verschiedene Sahāba am Leben waren, betätigte sich Saʿīd als Mufti. ʿAbdallāh, der Sohn von ʿUmar ibn al-Chattāb, soll von seinen Antworten auf Auskünfte sehr beeindruckt gewesen sein und wird mit der Aussage zitiert: "Er ist bei Gott einer der Muftis" (huwa wa-Llāhi aḥad al-muftīn). Auch von außerhalb von Medina holte man Rechtsauskünfte von ihm ein. Wenn al-Hasan al-Basrī mit einer Frage Schwierigkeiten hatte, wandte er sich brieflich an ihn und befragte ihn dazu. Qatāda ibn Diʿāma lobte Saʿīd als den besten Kenner des Erlaubten und Verbotenen Gottes. Seine Tätigkeit als Erteiler von Rechtsauskünften nahm Saʿīd schon während des Kalifats von Muʿāwiya I. auf. Die Beantwortung von Fragen zur Auslegung von Versen des Korans lehnte Saʿīd ibn al-Musaiyab aber ab.
Der Muwattā’ von Mālik ibn Anas enthält eine große Anzahl von Regeln, die von Saʿīd ibn al-Musaiyab formuliert wurden. Einen Überblick über die Rechtsauskünfte Saʿīds, die in späteren Traditions- und Rechtswerken erhalten sind, liefert Hāšim Ǧamīl ʿAbdallāh in seiner vierbändigen Dissertation, die er 1973 an der Azhar-Universität verteidigte. Eine Besonderheit von Saʿīds Lehre im Bereich des Eherechts war, dass er bei der dreifach verstoßenen Frau die Legalisierungsehe nur für eine formale Voraussetzung für die erneute Heirat mit dem ersten Mann hielt. Wenn also ein Mann seine Frau verstoßen hatte, musste diese seiner Ansicht nur einen anderen Mann heiraten, nicht jedoch mit ihm die Ehe vollziehen, damit der erste Mann sie wieder heiraten durfte. Mit dieser Ansicht stand er im Gegensatz zu fast allen anderen Gelehrten.
Als Saʿīd befragt wurde, wie man mit einem Betrunkenen verfahren solle, den man findet, ob man ihn zur Obrigkeit bringen solle, damit die Hadd-Strafe vollzogen wird, empfahl er, es sei besser, ihn zu verbergen.

## Seine Rolle als Traditionarier
Saʿīd rühmte sich, dass niemand die Rechtsprechung von Mohammed, Abū Bakr und ʿUmar besser kenne als er. Andere meinten, dass er auch der beste Kenner der Rechtsprechung von ʿUthmān ibn ʿAffān sei. Aufgrund seiner guten Kenntnis der Beurteilungen (aḥkām) und Rechtsentscheidungen (aqḍiya) ʿUmars wurde er auch rāwiyat ʿUmar ("Überlieferer ʿUmars") genannt. Selbst ʿUmars Sohn ʿAbdallāh soll sich bei Saʿīd über verschiedene Angelegenheiten ʿUmars erkundigt haben. Die Bedeutung Saʿīds als Kenner der Nachrichten über ʿUmar war so groß, dass ihn al-Fasawī (gest. 890) in seiner Biographiensammlung unmittelbar nach ʿUmar behandelte, obwohl er eigentlich einer späteren Generation angehört. Eine Überlieferkette, die über Saʿīd ibn al-Musaiyab auf ʿUmar zurückführte, galt bei Ahmad ibn Hanbal als einer der besten Beweise. Eine Tradition mit einer derartigen Überliefererkette wurde sogar einem musnad-Hadith gleichgestellt.
Allgemein wird allerdings angenommen, dass Saʿīd ibn al-Musaiyab ʿUmar nicht bewusst erlebt hatte. Er selbst soll dies auch zugegeben haben. Seine Kenntnis über die Entscheidungen ʿUmars hatte er nach dessen Tod durch Befragung von Zeitzeugen erlangt, als er bereits erwachsen war. Einzelne Traditionarier überlieferten allerdings von ihm, dass er ʿUmar auf dem Minbar der Moschee von Medina hatte predigen hören, nämlich zum einen über die Steinigungsstrafe und zum anderen über die Bestrafung derjenigen, die nach dem Koitus keinen Ghusl vollzogen. Saʿīd selbst soll auch stolz darauf gewesen sein, dass er der einzige Überlebende war, der noch gehört hatte, wie ʿUmar beim Anblick der Kaaba sagte: "Du bist das Heil und von Dir kommt das Heil" (anta as-salām wa-minka as-salām).
Andere Prophetengefährten, von denen Saʿīd überlieferte, waren Zaid ibn Thābit, Abū Mūsā al-Aschʿarī, Saʿd ibn Abī Waqqās, ʿĀi'ischa bint Abī Bakr, ʿAbdallāh ibn ʿAbbās, ʿAlī ibn Abī Tālib und sein Schwiegervater Abū Huraira. Er galt vor allem als einer der besten Kenner der Überlieferungen Abū Hurairas. Von anderen Prophetengefährten überlieferte er nur indirekt (mursalan), ohne seinen direkten Gewährsmann zu nennen. Hierzu gehörten Ubaiy ibn Kaʿb, Bilāl ibn Rabāh, Saʿd ibn ʿUbāda und Abū Dharr al-Ghifārī. Ahmad ibn Hanbal und andere ordneten mursal-Hadithe als "gesund" (ṣaḥīḥ) ein.
Zu den bekannten Persönlichkeiten, die von Saʿīd überlieferten, gehörten Muhammad al-Bāqir, Qatāda ibn Diʿāma sowie Muhammad ibn ʿAbdallāh und Sālim ibn ʿAbdallāh, die beiden Enkel ʿUmars. Der syrische Rechtsgelehrte Makhūl ibn Abī Muslim wird mit den Worten zitiert: "Ich habe die ganze Welt auf der Wisse nach Wissen durchquert und habe niemanden getroffen, der wissender als Saʿīd ibn al-Musaiyab ist." Saʿīd lehnte es aber offensichtlich manchmal ab, seine Gewährsleute zu nennen. Als der Qādī Yazīd ibn Abī Mālik (gest. 747) von ihm einen Hadith hörte und wissen wollte, von wem er ihn gehört hatte, antwortete er: "O Bruder von den Syrern, nimm, aber frage nicht! Denn wir übernehmen nur von vertrauenswürdigen Gewährsleuten."
Viele Hadithe, in deren Isnād Saʿīd ibn al-Musaiyab erscheint, werden ihm in anderen Quellen als Fatwas zugeschrieben, ohne dass dafür eine ältere Autorität genannt wird. Dies gilt zum Beispiel für die Regel "Wenn eine Frau fühlt, dass sich ihre Periode nähert, nimmt sie nicht mehr am Gebet" (iḏā aqbalat al-ḥaiḍa tarakat aṣ-ṣalāt), die bei Abū Dāwūd Saʿīd zugeschrieben wird, bei an-Nasā'ī in einer leicht abgewandelten Version als Prophetenwort überliefert wird. G.H.A. Juynboll vermutet, dass in diesen Fällen die Aussagen, die häufig den Charakter von Rechtsmaximen haben, eigentlich auf Saʿīd ibn al-Musaiyab zurückgehen und nicht auf den Propheten oder einen Prophetengefährten, wie es die später erstellten Hadith-Sammlungen vorgeben. Dies ergibt sich für ihn aus der Tatsache, dass sie überhaupt als Entscheidungen Saʿīds erwähnt werden. Gingen sie wirklich auf den Propheten oder einen seiner Gefährten zurück, wäre es unnötig gewesen, sie als ein Ergebnis der Rechtsfindung Saʿīds darzustellen.

## Sein Verhältnis zu den Herrschenden

### Streben nach politischer Neutralität während der Bürgerkriegszeit
Saʿīd selbst wird mit der Aussage zitiert, dass er zwischen ʿAlī ibn Abī Tālib und ʿUthmān ibn ʿAffān eine Verständigung herbeigeführt habe. Dies muss noch in seiner Jugendzeit gewesen sein. Schon früh ging er jedoch zu den Herrschenden auf Distanz. Um politische Unabhängigkeit zu wahren, ließ er während der Fitna seinen Namen aus dem Dīwān streichen. Die Quellen berichten, dass Saʿīd grundsätzlich keine finanzielle Zuwendungen von der Obrigkeit (ǧawāʾiz as-sulṭān) annahm. Seinen Lebensunterhalt bestritt er durch einen Ölhandel, den er mit einem Eigenkapital von 400 Dinar betrieb.
Dem umaiyadischen Herrscher Muʿāwiya I. verübelte Saʿīd vor allem, dass er seinen Statthalter Ziyād ibn Abī-hi offiziell zu seinem Bruder erklärt hatte, mit der Behauptung, dass er aus einer sexuellen Beziehung hervorgegangen sei, die sein Vater Abū Sufyān ibn Harb mit der Sklavin Sumaiya in at-Tā'if unterhalten hatte. Saʿīd sah darin eine Verletzung des vom Propheten aufgestellten Grundsatzes al-Walad li-l-firāsch, wonach als Vater eines Kindes grundsätzlich der Ehemann seiner Mutter gilt. Saʿīd soll Muʿāwiya wegen dieser Änderung der prophetischen Rechtsprechung verflucht haben.
Als während des Kalifats von Yazid I. die Bewohner von Medina gegen die umaiyadische Herrschaft rebellierten und es im August 683 auf dem Lavafeld (ḥarra) von Medina zu einer Schlacht zwischen den Aufständischen und dem Heer der Umaiyaden kam, hielt sich Saʿīd von diesen Ereignissen völlig fern und verrichtete sein Gebet allein in der Moschee. Auch als in den folgenden Tagen die Stadt durch die umaiyadischen Truppen geplündert wurde, änderte er sein Verhalten nicht. Da Saʿīd keine Baiʿa leisten wollte, wollte der umaiyadische Heerführer Muslim ibn ʿUqba ihn töten. Er wurde nur dadurch gerettet, dass ʿAmr, der Sohn von ʿUthmān ibn ʿAffān, und Marwān ibn al-Hakam, aussagten, dass er geistesgestört sei. Hierauf ließ Muslim ihn gehen.
Saʿīd lehnte es kurze Zeit später aber auch ab, den mekkanischen Kalifen ʿAbdallāh ibn az-Zubair anzuerkennen. Als ʿAbdallāhs Statthalter Dschābir ibn al-Aswad die Bewohner von Medina zum Treueid für ihn aufrief, weigerte sich Saʿīd, diesen zu leisten, was ihm sechzig Peitschenhiebe einbrachte. Der mekkanische Kalif soll allerdings seinen Statthalter nachträglich dafür gerügt haben. Spannungen mit dem Statthalter bestanden auch deswegen, weil Saʿīd ihn dafür getadelt hatte, dass er eine fünfte Frau geheiratet hatte, ohne nach der Verstoßung der vierten Frau die reguläre Wartezeit (ʿidda) verstreichen zu lassen. Saʿīd hielt sich während des Zweiten Bürgerkriegs mit seiner politischen Meinung so sehr zurück, dass niemand wusste, ob er ʿAbdallah ibn az-Zubair mehr zugetan war den Syrern. Stellungnahmen dazu lehnte er ab.

### Konfrontation mit ʿAbd al-Malik und den Marwāniden
Auch als nach dem Tode ʿAbdallāh ibn az-Zubairs Tāriq ibn ʿAmr im Auftrag des Kalifen ʿAbd al-Malik Medina einnahm, soll sich Saʿīd geweigert haben, die Baiʿa zu leisten. Eine erneute Konfrontation mit ʿAbd al-Malik ergab sich, als dieser nach dem Tode seines Bruders ʿAbd al-ʿAzīz im Jahre 703 seinen beiden Söhnen al-Walid I. und Sulaimān ibn ʿAbd al-Malik huldigen ließ.
Nach verschiedenen übereinstimmenden Berichten weigerte sich Saʿīd, den Treueid für ʿAbd al-Maliks Söhne zu leisten. Grund für diese Verweigerung war, dass er eine solche Doppel-Baiʿa für verboten hielt.
Mehrere Männer aus dem Kreis der sieben Rechtsgelehrten sollen versucht haben, Saʿīd von der Konfrontation mit der Staatsmacht abzubringen, indem sie ihm rieten, den Treueid nur vorzutäuschen oder nicht mehr öffentlich in Erscheinung zu treten. Da Saʿīd dies ablehnte, verabreichten ihm Polizeikräfte aus der Stadt Aila eine Tracht Prügel, kleideten ihn zur Erniedrigung in kurze Hosen aus Ziegenhaar (tubbān min aš-šiʿr) und stellten ihn in dieser Aufmachung auf dem Lavafeld (ḥarra) von Medina aus. Zeitzeugen sahen ihn dort in der Sonne stehen. Nach anderen Berichten wurde er in seinen kurzen Hosen auch auf den Märkten der Stadt herumgeführt und anschließend eingekerkert. Während die meisten Quellen die Bestrafung Saʿīds als Vollzug eines Befehls des Kalifen darstellen, wird in einem Bericht, den Muhammad ibn Saʿd von al-Wāqidī zitiert, seine Bestrafung als eigenmächtiges Vorgehen des Statthalters von Medina, Hischām ibn Ismāʿīl al-Machzūmī (gest. 706), präsentiert, für das dieser später vom Kalifen ʿAbd al-Malik gerügt wurde. In dem Bericht al-Wāqidīs wird in diesem Zusammenhang auch erwähnt, dass Qubaisa ibn Dhu'aib (gest. 705), der Hofgelehrte ʿAbd al-Maliks, einen Brief an Saʿīd richtete, in dem er sich im Namen des Kalifen für das Verhalten des Statthalters entschuldigte.
Während Saʿīd inhaftiert war, wurde er von seiner Tochter mit Nahrung verpflegt. Abū Bakr ibn ʿAbd ar-Rahmān, ein Mann, der ebenfalls dem Rechtsgelehrtenkollegium von Medina zugerechnet wird, versuchte vergeblich, ihn von seiner harten Haltung abzubringen. Nach einer Zeit ließ Hischām Saʿīd aber wieder frei, wobei es nicht klar ist, ob die Fürsprache von Abū Bakr ibn ʿAbd ar-Rahmān oder ein Brief ʿAbd al-Maliks die entscheidende Rolle spielte. Nach seiner Freilassung wurde Saʿīd weitgehend isoliert, anderen Menschen war es verboten, mit ihm zusammenzusitzen. Er durfte aber noch weiter am Freitagsgebet teilnehmen. Zum Zeichen des Protestes wandte er immer dann, wenn Hischām den Kalifen ʿAbd al-Malik lobend erwähnte, das Gesicht von ihm ab. Als Hischām dieses Verhalten bemerkte, beauftragte er einen Wachmann, Saʿīd dann, wenn er sein Gesicht abwendete, mit Kieselsteinen zu bewerfen. Als ʿAbd al-Malik später selbst nach Medina kam, lehnte Saʿīd ein Treffen mit ihm ab. In der gleichen Weise brüskierte er auch al-Walīd, als dieser nach seiner Thronbesteigung Medina besuchte.
Saʿīd war offenbar auf die marwanidischen Umaiyaden insgesamt sehr schlecht zu sprechen. Nach einer Anekdote, die al-Fasawī überliefert, fragte man ihn, ob es wahr sei, was sein Clan über ihn erzählte, dass er nämlich deswegen nicht auf Haddsch gehe, weil er für den Fall, dass er die Kaaba sehe, geschworen habe, die Marwaniden zu verwünschen. Darauf soll er geantwortet haben: "Das habe ich nicht gemacht. Ich verrichte ohnehin das Gebet nie, ohne sie zu verwünschen, doch habe ich schon mehr als 20 Mal den Haddsch und die ʿUmra verrichtet." Versuche der Marwaniden, Saʿīd durch Geldgeschenke auf ihre Seite zu bringen, scheiterten, weil er diese Geschenke nicht annahm. Als man ihn auffordere, mehr als 30.000 Dirham abzuholen, die im Schatzhaus (bait al-māl) für ihn bereit liegen, lehnte er das mit dem Kommentar ab, dass er dieses Geld nicht benötige und Gott zwischen ihm und den Marwaniden richten werde.
Der einzige Umaiyade, mit dem Saʿīd ibn al-Musaiyab in einem guten Verhältnis stand,  war ʿUmar ibn ʿAbd al-ʿAzīz, der von 706 bis 712 Statthalter von Medina war. Es wird berichtet, dass ʿUmar kein Urteil fällte, ohne vorher Saʿīd zu befragen. Saʿīd soll sich auch nicht gescheut haben, den Herrscher zu besuchen. Zeitgenossen waren auch erstaunt, dass al-Haddschādsch ibn Yūsuf Saʿīd ibn al-Musaiyab in Ruhe ließ. Saʿīd, der nach den Gründen dafür gefragt wurde, wusste darauf keine Antwort, erinnerte sich aber, dass er al-Haddschādsch einmal wegen dessen mangelhafter Ausführung der Salāt mit Kieseln beworfen hatte und al-Haddschādsch sich von ihm belehren ließ.

## Seine Rolle als Traumdeuter
Saʿīd betätigte sich auch als Traumdeuter. Muhammad ibn Saʿd (gest. 844) überliefert von al-Wāqidī (gest. 822) die Aussage: "Saʿīd ibn al-Musaiyab gehörte zu den besten Traumdeutern. Er erhielt sein Wissen auf diesem Feld von Asmā' bint Abī Bakr, und diese wiederum von ihrem Vater Abū Bakr." Ibn Saʿd hat in sein Werk auch eine Sammlung von zwölf Überlieferungen über Träume und ihre Auslegung durch Ibn al-Musaiyab eingeschlossen, die er allesamt von al-Wāqidī übernommen hatte.
Einige der von Saʿīd gedeuteten Träume kreisen um das Urinieren, das Saʿīd jeweils als Symbol für das Austreten von Samen im Rahmen von sexuellen Beziehungen und Fortpflanzung deutete." So soll Saʿīd einen Traum, in dem ein Mann den Kalifen ʿAbd al-Malik vier Mal in den Mihrāb der Prophetenmoschee urinieren sah, in der Weise gedeutet haben, dass vier von ʿAbd al-Maliks Söhnen die Herrschaft erlangen würden. Das Vorkommen von Fesseln im Traum deutete Saʿīd als "Festhalten an der Religion" (ṯabāt fī d-dīn).
Viele Traumdeutungen Saʿīds betrafen politische Akteure seiner Zeit. Als ihm ein Mann erzählte, er habe im Traum eine Taube gesehen, die auf das Minarett einer Moschee fiel, schloss er daraus, dass al-Haddschādsch ibn Yūsuf eine Tochter von ʿAbdallāh, dem Sohn von Dschaʿfar ibn Abī Tālib, heiraten werde. Als man ihm berichtete, dass al-Hasan ibn ʿAlī in einem Traum das Koranwort "Sag: er ist Gott, ein einziger" (Sure 112:1) auf seine Stirn geschrieben sah, hielt er dies für ein klares Indiz dafür, dass al-Hasan bald sterben werde. Die zukünftige Herrschaft von vier Söhnen ʿAbd al-Maliks soll Saʿīd auch aus einem Traum des Kalifen ʿAbdallāh ibn az-Zubair herausgelesen haben. Nach einem ebenfalls von al-Wāqidī übermittelten Bericht hatte ʿAbdallāh in einem Traum gesehen, wie er ʿAbd al-Malik niederrang und diesem, als er mit dem Gesicht zu Boden lag, vier Pflöcke in den Rücken rammte. Saʿīd deutete den Traum in der Weise, dass ʿAbd al-Malik ʿAbdallāh ibn az-Zubair töten werde und ihm seine vier als Kalifen nachfolgen würden. E. Sirriyeh vermutet, dass diese Traumerzählungen während der Herrschaft Hischāms in die Welt gesetzt wurden, um zu zeigen, dass die vier Söhne ʿAbd al-Maliks, die ihm in der Herrschaft nachfolgten, nämlich al-Walīd (705-715), Sulaimān (705-717), Yazīd II. (720-724) und Hischām ibn ʿAbd al-Malik (724-743), schon in Vorzeiten von Gott für die Herrschaft ausersehen worden waren. Die Autorität Saʿīds wurde hier für die politische Propaganda der marwanidischen Linie der Umaiyaden in Anspruch genommen.
Nach dem Bericht des ägyptischen Rechtsgelehrten al-Laith ibn Saʿd (gest. 791) war auch der bekannteste muslimische Traumdeuter Ibn Sīrīn ein Schüler Saʿīds. Ibn Sīrīn soll gesagt haben: "Ich lernte von Saʿīd ibn al-Musaiyab 600 Kapitel der 'Deutung von Josef dem Propheten'." Al-Laith ibn Saʿd wusste aber nicht, woher Saʿīd dieses Buch hatte.